# Slovenski zgodovinski atlas
Slovenski zgodovinski atlas je knjiga, ki jo je leta 2011 izdala založba Nova Revija in vsebuje 243 zemljevidov ter 59 skic in tlorisov, ki ilustrirajo zgodovinska dogajanja na ozemlju današnje Slovenije.
Atlas je razdeljen v štiri sklope, in sicer antiko, srednji vek, novi vek in 19. ter 20. stoletje, oziroma na osem poglavij, za katera so besedilo in seznam zemljevidov, ki jih je izdelala kartografinja Mateja Rihtaršič, pripravili posamezni avtorji.

## Poglavja
- prazgodovina,
- rimska doba,
- zgodnji srednji vek,
- visoki in pozni srednji vek,
- od začetka novega veka do pomladi narodov 1848,
- od Zedinjene Slovenije do razpada Avstro-Ogrske,
- obdobje Jugoslavije,
- obdobje Republike Slovenije